# Liste der Bodendenkmäler in Günzburg
Auf dieser Seite sind die Bodendenkmäler in der schwäbischen Großen Kreisstadt Günzburg zusammengestellt. Diese Tabelle ist eine Teilliste der Liste der Bodendenkmäler in Bayern. Grundlage ist die Bayerische Denkmalliste, die auf Basis des Bayerischen Denkmalschutzgesetzes vom 1. Oktober 1973 erstmals erstellt wurde und seither durch das Bayerische Landesamt für Denkmalpflege geführt wird. Die folgenden Angaben ersetzen nicht die rechtsverbindliche Auskunft der Denkmalschutzbehörde.

## Bodendenkmäler in Günzburg
| Lage                              | Objekt | Akten-Nr.     | Bild                                          |
| --------------------------------- | --- | ------------- | --------------------------------------------- |
| (Standort)                        | Straße der römischen Kaiserzeit. | D-7-7427-0015 |                                               |
| (Standort)                        | Mittelalterlicher Burgstall. | D-7-7427-0016 |                                               |
| (Standort)                        | Grabhügel vorgeschichtlicher Zeitstellung. | D-7-7527-0001 |                                               |
| (Standort)                        | Mittelalterlicher Burgstall. | D-7-7527-0075 |                                               |
| (Standort)                        | Gräber und Siedlung des Frühmittelalters. | D-7-7527-0076 |                                               |
| (Standort)                        | Burgstall des Mittelalters. | D-7-7527-0079 |                                               |
| (Standort)                        | Römische Villa Rustica. | D-7-7527-0081 |                                               |
| (Standort)                        | Grabhügel vorgeschichtlicher Zeitstellung. | D-7-7527-0085 |                                               |
| (Standort)                        | Siedlung vor- und frühgeschichtlicher Zeitstellung. | D-7-7527-0086 |                                               |
| (Standort)                        | Siedlung der römischen Kaiserzeit. | D-7-7527-0087 |                                               |
| (Standort)                        | Gräberfeld des frühen Mittelalters. | D-7-7527-0088 |                                               |
| (Standort)                        | Mittelalterlicher Burgstall und Brandgräber der römischen Kaiserzeit. | D-7-7527-0089 |                                               |
| (Standort)                        | Gräber der Glockenbecherkultur, Siedlung der Latènezeit und der römischen Kaiserzeit. | D-7-7527-0090 |                                               |
| (Standort)                        | Viereckschanze der jüngeren Latènezeit. | D-7-7527-0094 |                                               |
| (Standort)                        | Siedlung des Neolithikums. | D-7-7527-0095 |                                               |
| (Standort)                        | Mittelalterlicher Burgstall. | D-7-7527-0099 |                                               |
| (Standort)                        | Frühmittelalterliches Reihengräberfeld. | D-7-7527-0099 |                                               |
| (Standort)                        | Frühmittelalterliches Reihengräberfeld. | D-7-7527-0100 |                                               |
| (Standort)                        | Siedlungsfunde der römischen Kaiserzeit. | D-7-7527-0101 |                                               |
| (Standort)                        | Siedlung des Neolithikums und der Hallstattzeit, Grabhügel der Bronze- und Hallstattzeit. | D-7-7527-0103 |                                               |
| (Standort)                        | Vorgeschichtliche Abschnittsbefestigung, Siedlung des Neolithikums, der Frühbronze-, Bronze- und Urnenfelderzeit, der Hallstatt- und der Latènezeit sowie der römischen Kaiserzeit. Gräber der Frühbronzezeit. Burg bzw. Schloss des Mittelalters und der Neuzeit. | D-7-7527-0104 |                                               |
| (Standort)                        | Siedlung der römischen Kaiserzeit. | D-7-7527-0107 |                                               |
| (Standort)                        | Siedlung der römischen Kaiserzeit. | D-7-7527-0110 |                                               |
| (Standort)                        | Siedlung der römischen Kaiserzeit und Gräber des Frühmittelalters. | D-7-7527-0122 |                                               |
| (Standort)                        | Grabhügel der Hallstattzeit. | D-7-7527-0123 |                                               |
| (Standort)                        | Grabhügel vorgeschichtlicher Zeitstellung. | D-7-7527-0124 |                                               |
| (Standort)                        | Gräber der Hallstattzeit und Siedlung der römischen Kaiserzeit. | D-7-7527-0129 |                                               |
| (Standort)                        | Siedlung des Meso- und Neolithikums, Gräber der Urnenfelderzeit, Siedlung der Latènezeit und der römischen Kaiserzeit. | D-7-7527-0133 |                                               |
| (Standort)                        | Siedlung des Neolithikums, der römischen Kaiserzeit und des Mittelalters. | D-7-7527-0134 |                                               |
| (Standort)                        | Gräber des Frühmittelalters. | D-7-7527-0137 |                                               |
| (Standort)                        | Ziegelei der römischen Kaiserzeit. | D-7-7527-0144 |                                               |
| (Standort)                        | Villa rustica der römischen Kaiserzeit. | D-7-7527-0145 |                                               |
| (Standort)                        | Siedlung und Gräber der frühen Bronzezeit, Gräber der Hallstattzeit, Brand- und Körpergräber sowie Siedlung der römischen Kaiserzeit, Gräber des Frühmittelalters.                                                                                                 | D-7-7527-0146 |                                               |
| (Standort)                        | Siedlung der Bronze-, Urnenfelder-, Hallstatt- und Latènezeit; Kastell, Siedlung (vicus), Töpferei, Gräber und Straße der römischen Kaiserzeit; Siedlung des Mittelalters und der Neuzeit.                                                                         | D-7-7527-0147 |                                               |
| (Standort)                        | Straße der römischen Kaiserzeit. | D-7-7527-0149 |                                               |
| (Standort)                        | Siedlung der mittleren und der späten Latènezeit, Kastell und Siedlung (vicus) der römischen Kaiserzeit, Siedlung des Mittelalters. | D-7-7527-0151 |                                               |
| (Standort)                        | Siedlung (vicus), Kastell und Gräber der römischen Kaiserzeit; Siedlung vorgeschichtlicher Zeitstellung. | D-7-7527-0155 |                                               |
| (Standort)                        | Siedlung der römischen Kaiserzeit. | D-7-7527-0159 |                                               |
| (Standort)                        | Siedlung der römischen Kaiserzeit. | D-7-7527-0162 |                                               |
| (Standort)                        | Siedlung und Straße der römischen Kaiserzeit. | D-7-7527-0163 |                                               |
| (Standort)                        | Siedlung und Straße der römischen Kaiserzeit. | D-7-7527-0165 |                                               |
| (Standort)                        | Körpergräber der späten römischen Kaiserzeit. | D-7-7527-0166 |                                               |
| (Standort)                        | Straße der römischen Kaiserzeit. | D-7-7527-0172 |                                               |
| (Standort)                        | Brandgräber und Körpergräber der römischen Kaiserzeit. | D-7-7527-0173 |                                               |
| (Standort)                        | Gräber des Frühmittelalters. | D-7-7527-0174 |                                               |
| (Standort)                        | Gräber der römischen Kaiserzeit. | D-7-7527-0176 |                                               |
| (Standort)                        | Gräber der Urnenfelderzeit. | D-7-7527-0180 |                                               |
| (Standort)                        | Siedlung der römischen Kaiserzeit. | D-7-7527-0181 |                                               |
| (Standort)                        | Gräber und Siedlung der römischen Kaiserzeit. | D-7-7527-0189 |                                               |
| (Standort)                        | Siedlung der römischen Kaiserzeit. | D-7-7527-0191 |                                               |
| (Standort)                        | Brandgräber der römischen Kaiserzeit. | D-7-7527-0195 |                                               |
| (Standort)                        | Siedlung der römischen Kaiserzeit. | D-7-7527-0196 |                                               |
| (Standort)                        | Siedlung der römischen Kaiserzeit. | D-7-7527-0197 |                                               |
| (Standort)                        | Siedlung der römischen Kaiserzeit. | D-7-7527-0210 |                                               |
| (Standort)                        | Römische Villa Rustica. | D-7-7527-0211 |                                               |
| (Standort)                        | Schanze vor- und frühgeschichtlicher Zeitstellung. | D-7-7527-0218 |                                               |
| (Standort)                        | Straße der römischen Kaiserzeit. | D-7-7527-0226 |                                               |
| (Standort)                        | Grabhügel vorgeschichtlicher Zeitstellung. | D-7-7527-0228 |                                               |
| Schloßplatz 5 (Standort)          | Mittelalterliche und frühneuzeitliche Befunde im Bereich der Hofkirche in Günzburg. | D-7-7527-0236 | weitere Bilder                                |
| (Standort)                        | Vorgeschichtliche Siedlung. | D-7-7527-0252 |                                               |
| (Standort)                        | Freilandstation des Mesolithikums, Siedlung der Urnenfelder-, Hallstatt- und Latènezeit. | D-7-7527-0259 |                                               |
| (Standort)                        | Grabhügel vorgeschichtlicher Zeitstellung und der Hallstattzeit; Gräber der späten Latènezeit und der römischen Kaiserzeit. | D-7-7527-0277 |                                               |
| (Standort)                        | Siedlung des Neolithikums, der Urnenfelderzeit und der römischen Kaiserzeit. | D-7-7527-0279 |                                               |
| (Standort)                        | Siedlung der Bronze- und Latènezeit. | D-7-7527-0281 |                                               |
| (Standort)                        | Siedlung der Bronzezeit. | D-7-7527-0282 |                                               |
| (Standort)                        | Grabhügel der Hallstattzeit. | D-7-7527-0283 |                                               |
| (Standort)                        | Straße der römischen Kaiserzeit. | D-7-7527-0290 |                                               |
| (Standort)                        | Siedlung vorgeschichtlicher Zeitstellung und der Linearbandkeramik. | D-7-7527-0292 |                                               |
| Hauptstraße 30 (Standort)         | Mittelalterliche und frühneuzeitliche Befunde im Bereich der katholische Pfarrkirche St. Ulrich in Deffingen. | D-7-7527-0302 |                                               |
| (Standort)                        | Gräber der Glockenbecherzeit. | D-7-7527-0315 | v                                             |
| Ichenhauser Straße 54 (Standort)  | Mittelalterliche und frühneuzeitliche Befunde im Bereich der katholischen Filialkirche St. Anna in Denzingen. | D-7-7527-0316 |                                               |
| (Standort)                        | Römische, mittelalterliche und frühneuzeitliche Befunde im Bereich der befestigten Altstadt und der inneren Vorstadt von Günzburg. | D-7-7527-0317 |                                               |
| Am Zehenthof 31 (Standort)        | Mittelalterliche und frühneuzeitliche Befunde im Bereich der katholischen Pfarrkirche St. Blasius in Leinheim. | D-7-7527-0319 | Mittelalterliche und frühneuzeitliche Befunde |
| Hermann-Hesse-Straße 2 (Standort) | Mittelalterliche und frühneuzeitliche Befunde im Bereich der Kirche St. Erhard in Nornheim. | D-7-7527-0321 | Mittelalterliche und frühneuzeitliche Befunde |
| Georg-Lacher-Straße 19 (Standort) | Mittelalterliche und frühneuzeitliche Befunde im Bereich der Pfarrkirche St. Sixtus in Reisensburg. | D-7-7527-0323 |                                               |
| Pfarrhofplatz 11 (Standort)       | Mittelalterliche und frühneuzeitliche Befunde im Bereich der katholischen Stadtpfarrkirche St. Martin in Günzburg, darunter Teile von Vorgängerbauten und Kircheninnenbestattungen.                                                                                | D-7-7527-0324 |                                               |
| Frauenplatz 2 (Standort)          | Mittelalterliche und frühneuzeitliche Befunde im Bereich der katholische Frauenkirche und des ehemaligen Franziskanerinnenklosters in Günzburg. | D-7-7527-0325 | weitere Bilder                                |
| Stadtberg 13 (Standort)           | Mittelalterliche und frühneuzeitliche Befunde im Bereich der katholischen Spitalkirche Heilig Geist in Günzburg. | D-7-7527-0326 | weitere Bilder                                |
| (Standort)                        | Mittelalterliche Vorgängerbauten des ehemaligen Schlosses in Günzburg. | D-7-7527-0327 |                                               |
| (Standort)                        | Untertägige Teile der mittelalterlichen Stadtbefestigung von Günzburg. | D-7-7527-0328 |                                               |
| (Standort)                        | Frühneuzeitliche Befunde im Bereich des ehemaligen Kapuzinerklosters in Günzburg. | D-7-7527-0330 |                                               |
| (Standort)                        | Siedlung der Bronze- bis Urnenfelderzeit. | D-7-7527-0334 |                                               |